# Asse (Alpes-de-Haute-Provence)
Pour les articles homonymes, voir Asse.
L'Asse, ou rivière des Asses est un affluent rive gauche de la Durance qui coule dans le département des Alpes-de-Haute-Provence, en région Provence-Alpes-Côte d'Azur, donc un sous-affluent du Rhône.

## Étymologie
Le nom est formé sur l’hydronyme (nom de rivière) préceltique *As, cité en 1241 (Assa),.

## Proverbe
Un proverbe local était : « La rivière d'Asse, ne la connaît que qui la passe ». 

## Géographie
Elle rejoint la Durance en aval d'Oraison. La rivière est issue de la réunion sur la commune de Barrême des « trois Asses » : Asse de Clumanc (au nord), Asse de Moriez (au nord-est) et Asse de Blieux (est et sud-est). C'est une rivière torrentielle au lit tressé à l'aval de la clue de Chabrières.
La longueur de son cours est de 76,3 km.
Elle passe devant les villages de Moriez, Barrême, les hameaux de Norante et Chabrières, Mézel, Estoublon, Bras-d'Asse, Saint-Julien-d'Asse. D'autres villages, comme Blieux ou Brunet, sont perchés au-dessus de la vallée pour éviter les crues de l'Asse.
La voie des « chemins de fer de Provence » (ligne Nice - Digne) la longe sur vingt-huit kilomètres, de Moriez jusqu'à la halte de Mézel-Châteauredon, et la « route Napoléon » (RN 85) sur vingt-six kilomètres, de la Tuilière (hameau de Senez, sur l'Asse de Blieux) à Châteauredon.

### Communes et cantons traversés
L'Asse traverse seize communes
- Barrême, Mézel, Beynes, Bras-d'Asse, Brunet, Châteauredon, Chaudon-Norante, Clumanc, Entrages, Estoublon, Oraison, Saint-Julien-d'Asse, Saint-Lions, Tartonne, Valensole

## Affluents

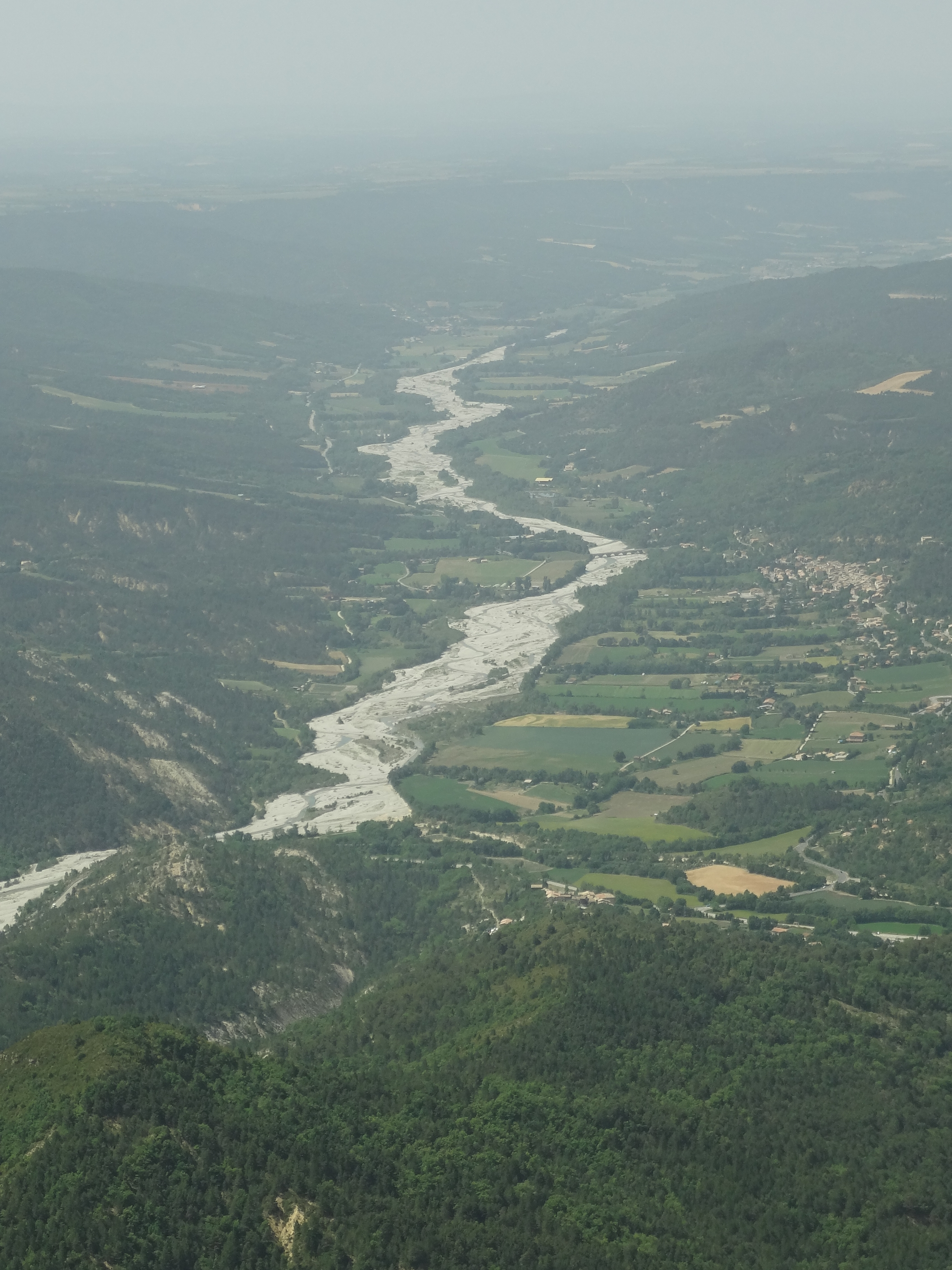
Vallée de l'Asse (entre Châteauredon et Mézel).

L'Asse a vingt-trois affluents dont :
- l'Estoublaïsse (rg[note 1]), à Estoublon.

## Hydrologie
Les Asses ont un régime hydrologique typique des Alpes du Sud et tributaire des précipitations neigeuses sur le haut des bassins versants. Les étiages peuvent être sévères et vont jusqu'à l'assèchement de la rivière, notamment l'Asse de Moriez.

## Histoire
L’Asse a connu des crues exceptionnelles en janvier et à l’automne 1994, occasionnant le déclenchement du plan Orsec.

## Franchissements

Ponts et passerelles franchissant l'Asse.
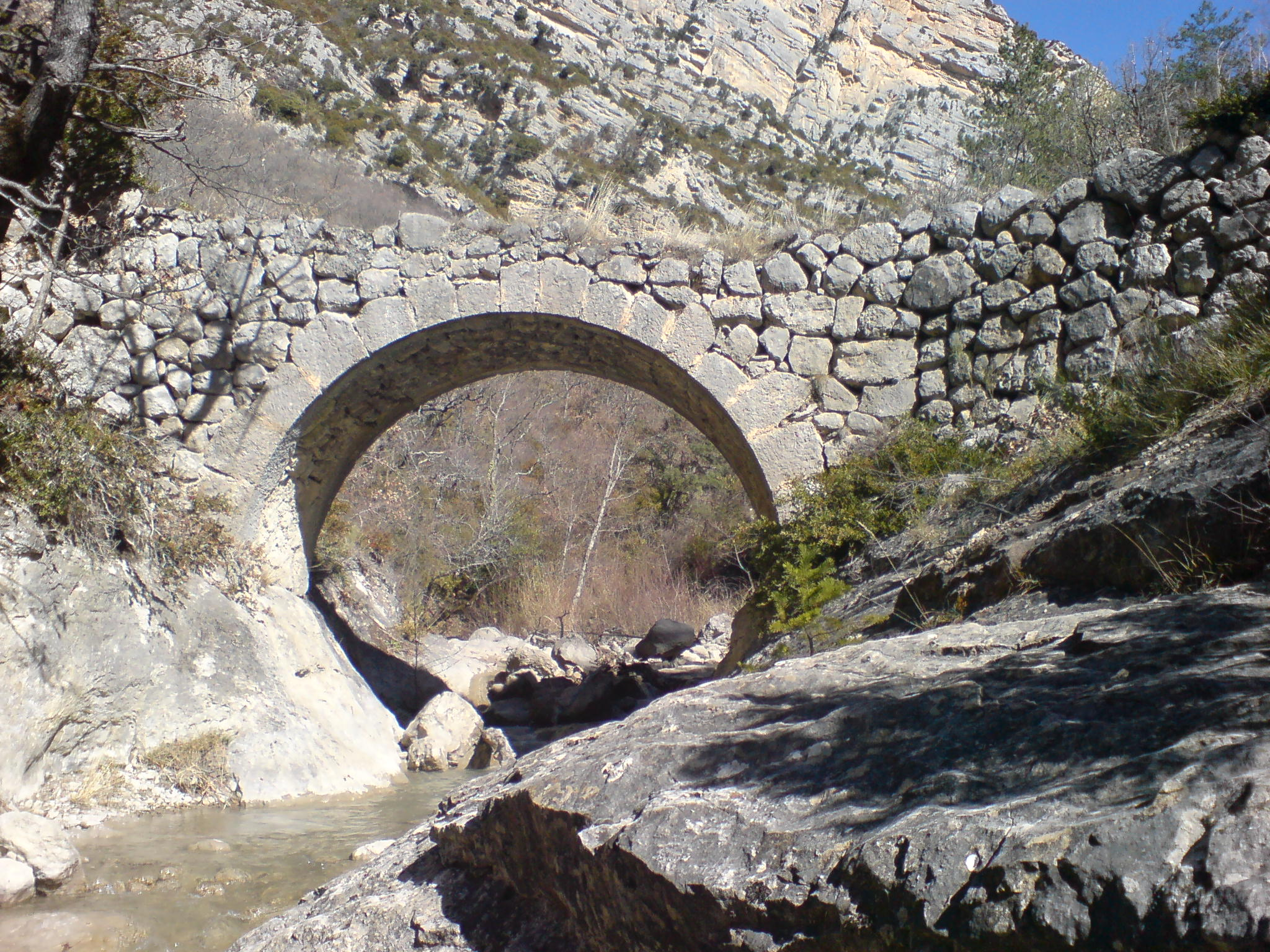
Pont muletier construit au XIXe siècle.
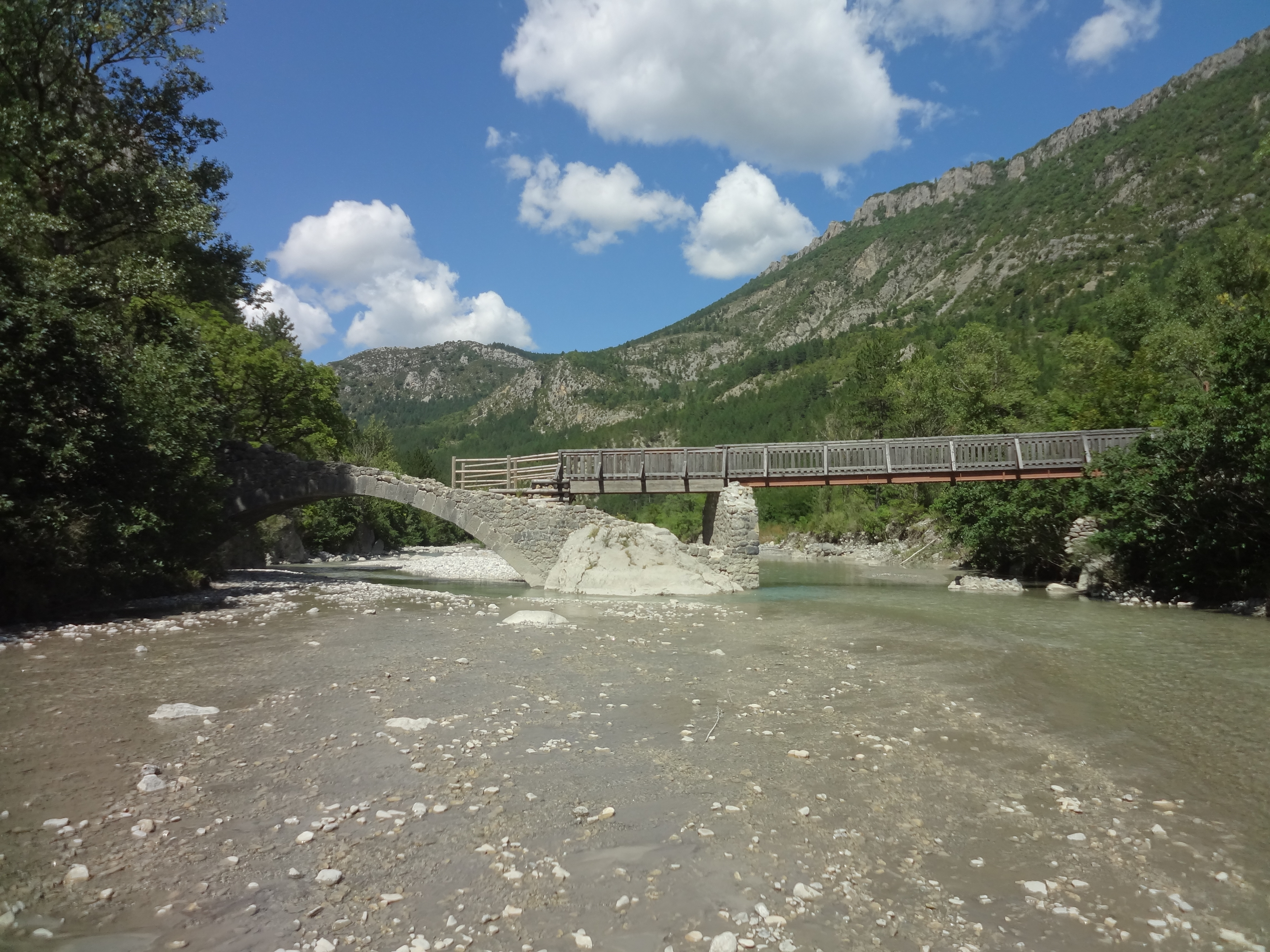
Passerelle piétonne établie sur les piles restantes d'un pont muletier emporté par une crue.